# Чайка чорночуба
Чайка чорночуба (Vanellus tectus) — вид птахів родини сивкових (Charadriidae).

## Поширення
Розмножується в Африці південніше Сахари, починаючи від Сенегалу, Гамбії та Мавританії до узбережжя Червоного моря, на південь до північної Уганди та Кенії та на схід до південного Сомалі. Живе в спекотних сухих регіонах. Трапляється в основному в піщаній місцевості з окремими кущами трави і низькими чагарниками, а також в посушливих тернових саванах.

## Опис
Птах завдовжки приблизно 25–27 см. Голова чорна з невеликою білою ділянкою між чолом і дзьобом. Широка біла брова тягнеться до шиї. Тонка чорна лінія тягнеться від передньої частини шиї до центру грудей. Решта нижньої частини тіла біла. Верхня частина тіла і боки грудей блідо-коричневі. Крила чорні. Верхні покриви крил переважно блідо-коричневі. Райдужка жовта, а дзьоб червоний з чорним кінчиком.

## Підвиди
- Vanellus tectus tectus (Boddaert, 1783) — живе в поясі, що йде від Мавританії та Гвінеї до Ефіопії, Кенії та Уганди.
- Vanellus tectus latifrons (Reichenow, 1881) — поширений від Південного Сомалі до Східної Кенії.